# Klaus Thiessen

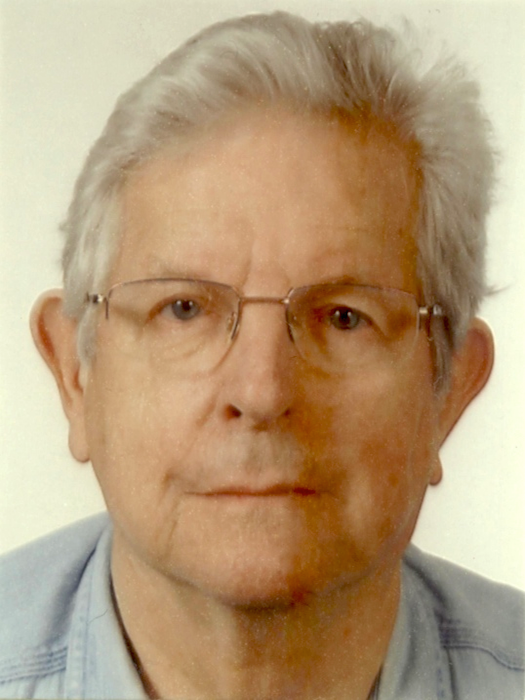
Klaus Thiessen (2014)

Klaus Thiessen (* 27. Juli 1927 in Göttingen) ist ein deutscher Physiker.

## Wissenschaftlicher Werdegang
Thiessen wurde am 27. Juli 1927 als Sohn des Physikochemikers Peter Adolf Thiessen in Göttingen geboren. Sein Bruder war der deutsche Chemiker Karsten Peter Thiessen.
Von 1945 bis 1950 arbeitete er in  Suchumi als Laborant am Institut für Uran-Anreicherung, das von Manfred von Ardenne geleitet wurde. Von 1950 bis 1955 studierte er Physik an der Staatlichen Universität in Rostow am Don und an der Moskauer Staatlichen Lomonossow-Universität, wo er 1959 auch seine Doktorarbeit auf dem Gebiet der Halbleiterphysik verteidigte.
Von 1958 bis 1969 war Thiessen am Physikalisch-Technischen Institut (Leiter: Robert Rompe) der Deutschen Akademie der Wissenschaften (DAW) in Berlin tätig. Hier wirkte er in einem Kreis profilierter Wissenschaftler, aus denen später – neben ihm selbst – auch weitere Professoren hervorgegangen sind wie Marion Asche u. a. Dieses Institut entwickelte sich im Zuge der Akademiereform von 1968 bis 1972 unter dem Akademiepräsidenten Hermann Klare zum Zentralinstitut für Elektronenphysik der Akademie der Wissenschaften der DDR (AdW).
Thiessen befasste sich mit Untersuchungen zu Nichtgleichgewichtsprozessen in Germanium, Silizium, Siliziumkarbid und anderen Materialien. Seine Forschungsresultate fanden ihren Niederschlag in zahlreichen Publikationen und in Patenten. Der 1960 patentierte Herstellungsprozess schnell schaltender Dioden für Computer wurde in zahlreichen Unternehmen in der Welt genutzt.
Von 1961 bis 1964 war er als Hochschullehrer auf dem Gebiet der Halbleiterphysik an der Humboldt-Universität Berlin tätig, wo im Jahr 1969 auch seine Habilitation erfolgte.

## Wirken für die Optoelektronik

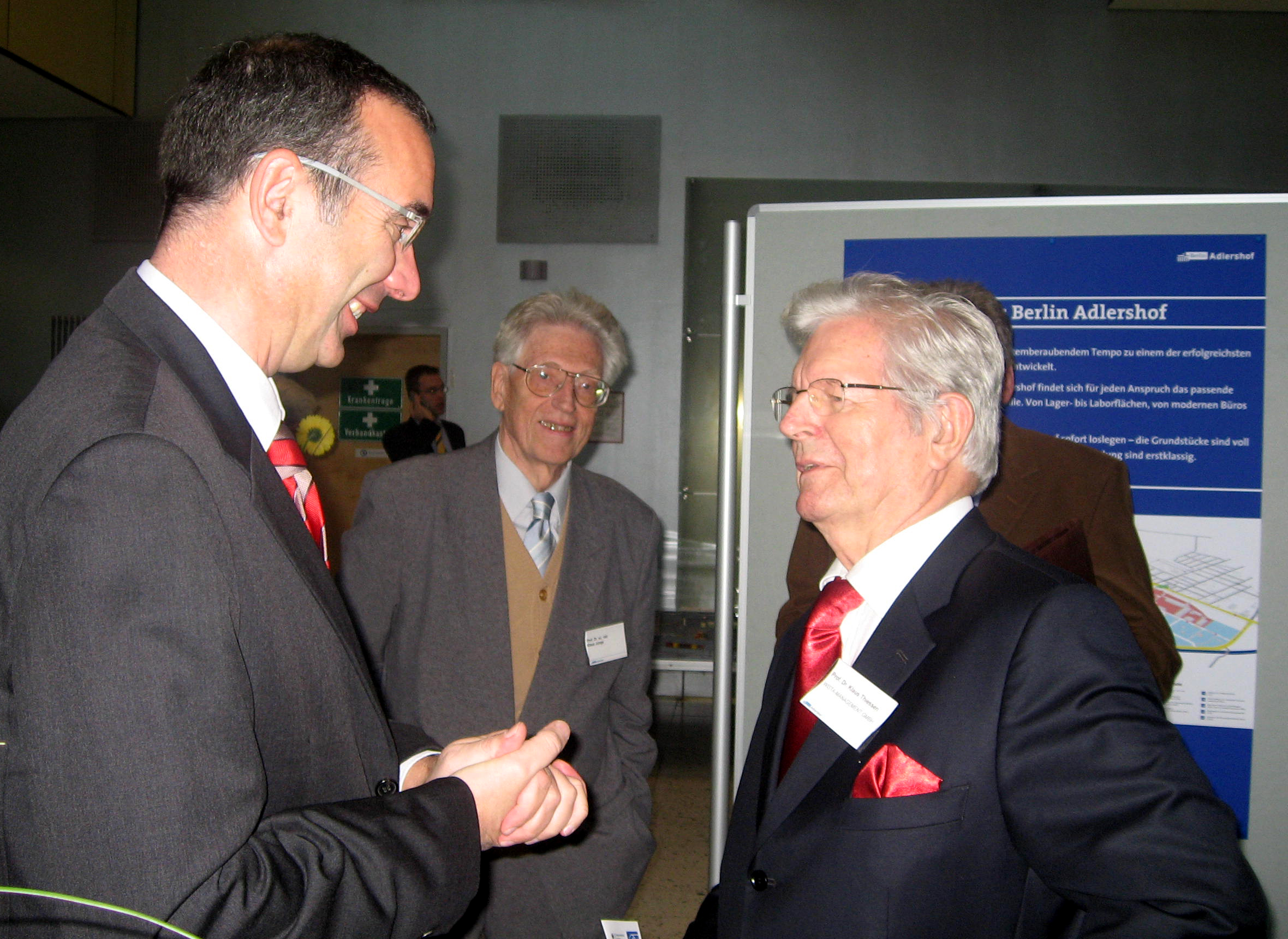
Klaus Thiessen mit Wirtschafts-Senator Harald Wolf anlässlich seines 80. Geburtstages (2007)

Von 1970 bis 1981 war Thiessen als Forschungsdirektor am optoelektronischen Werk für Fernsehelektronik in Berlin tätig. Unter seiner Leitung wurden verschiedene Typen von Halbleiter-Sensoren entwickelt, darunter CCD-Arrays, Licht-emittierende Dioden und Displays, Laserdioden für die Lichtleiter-Telekommunikation und LCD-Bauelemente. Erfolgreich wurden insbesondere Technologien für die Ionen-Implantation zur Herstellung mikroelektronischer Bauelemente sowie für die Metallorganische Gasphasenepitaxie bei Dünnen Schichten geschaffen, die 1981 und 1988 mit dem Nationalpreis der DDR für Wissenschaft und Technik ausgezeichnet wurden.
Von 1981 bis 1991 arbeitete er als Stellvertretender Direktor des Zentralinstituts für Optik und Spektroskopie (ZOS) der Akademie der Wissenschaften der DDR, wo er für Forschungen zu Laserdioden für die Lichtleiter-Telekommunikation und den Transfer dieser Technologien in die Produktion zuständig war.
Gleichzeitig hielt er als Professor ab 1970 bis zu seiner Pensionierung im Jahr 1992 Vorlesungen zur Optoelektronik an der Technischen Universität Chemnitz. Von 1995 bis 1999 war er Mitglied des Kuratoriums der TU Chemnitz. Viele seiner früheren Studenten sind heute erfolgreich in Forschung und Bildung bzw. in Unternehmen in Deutschland und in Europa tätig.

## Pionier der Photovoltaik

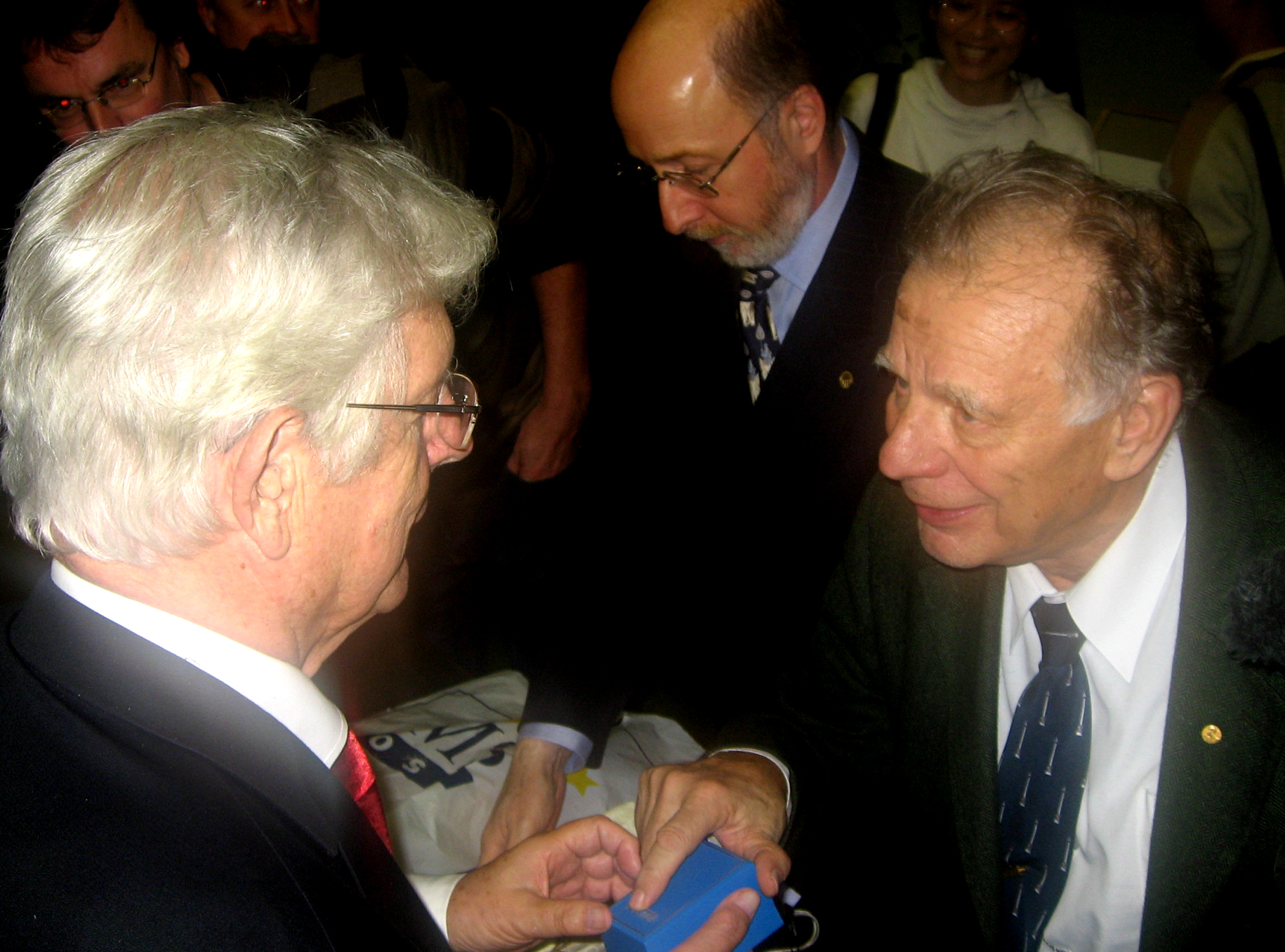
Klaus Thiessen zusammen mit Nobelpreisträger Schores Alfjorow (2007)

1990 war Thiessen Mitbegründer der Wissenschaftlichen Gesellschaft für Angewandte Optik, Optoelektronik, Quantenelektronik und Spektroskopie (GOS e.V.), deren Vorsitzender er bis 1999 war.
Aus einem international anerkannten Spezialisten für Optoelektronik wurde nach seiner Pensionierung im Jahr 1992 ein leidenschaftlicher Vorkämpfer für die Anwendung der Solartechnologien. Seit 1960 beschäftigte er sich mit Grundlagenforschungen zur Photovoltaik. Für namhafte Photovoltaik-Unternehmen ist er heute als Berater international tätig, darunter auf Messen und Konferenzen in den USA, in Osteuropa und in China.
Seine besondere Leidenschaft gilt im Rahmen der Initiative WISTAsolar seit 1995 der Entwicklung eines Photovoltaik-Parks im WISTA Forschungs- und Technologiepark Berlin-Adlershof.
Im Jahr 2001 wurde Thiessen Ehrenmitglied des Physikalisch-Technischen Joffe-Instituts der Russischen Akademie der Wissenschaften in St. Petersburg. Seit vielen Jahren verbindet ihn eine enge persönliche Freundschaft mit dem ehemaligen Direktor des Joffe-Instituts und Nobelpreisträger Schores Alfjorow. Als Ehrenmitglied des Brücke Osteuropa e.V. engagiert es sich besonders auch für die Förderung der Zusammenarbeit mit den Ländern Osteuropas.

## Weblinks

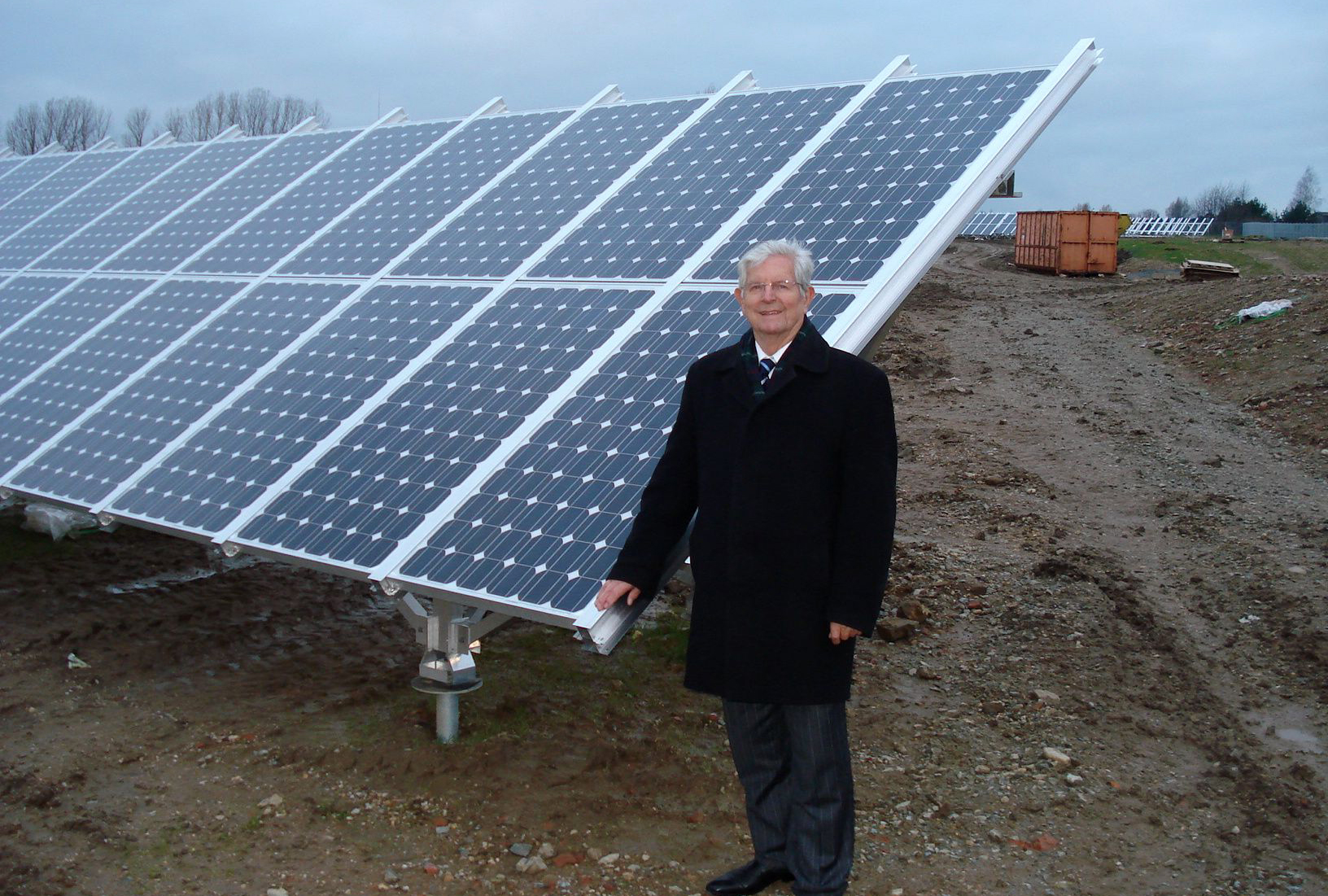
Klaus Thiessen beim Besuch des Solarparks in Droyßig (2007)